# Gordianus II
Gordianus II (tiếng Latinh: Marcus Antonius Gordianus Sempronianus Romanus Africanus Augustus; 192 – 238), là Hoàng đế La Mã trong một tháng với cha mình Gordianus I vào năm 238, năm của sáu vị Hoàng đế. Trong cuộc chiến lật đổ Hoàng đế Maximinus Thrax, Gordianus II đã tử trận trong trận chiến bên ngoài thành Carthage.

## Thiếu thời
Gordianus II sinh vào khoảng năm 192 và là đứa con trai duy nhất của Marcus Antonius Gordianus Sempronianus Già. Gia tộc ông xuất thân từ tầng lớp kỵ sĩ vốn khiêm tốn và rất giàu có. Gordianus được cho là có mối quan hệ thân mật với các Nguyên lão nghị viên xuất chúng. Praenomen và nomen của ông Marcus Antonius nói rằng tổ tiên bên nội của ông đã được ban quyền công dân La Mã dưới trướng một trong Tam đầu chế Mark Antony, hoặc một trong các con gái của ông vào cuối thời Cộng hòa La Mã. Cái tên Gordianus còn đưa ra giả thuyết là gia tộc ông có nguồn gốc từ Tiểu Á, đặc biệt là Galatia và Cappadocia.
Theo Historia Augusta thì mẹ cậu là một phụ nữ la Mã gọi là Fabia Orestilla, sinh vào khoảng năm 165, mà cuốn Historia Augusta xác nhận là hậu duệ của Hoàng đế La Mã Antoninus Pius và Marcus Aurelius từ cha mình Fulvus Antoninus. Các nhà sử học hiện nay đã bác bỏ tên này và thông tin của bà là không chính xác. Có một số bằng chứng cho thấy rằng mẹ Gordianus II của có thể là cháu gái của nhà triết học Hy Lạp, quan chấp chính và gia sư Herodes Atticus. Em gái của Gordianus II tên là Antonia Gordiana và sau này là mẹ của Hoàng đế Gordianus III.
Mặc dù trong ký ức của Gordianus từng được sự yêu mến của Viện Nguyên lão và do đó làm nảy nở mối thân tình trong bất kỳ tài liệu của Viện Nguyên lão trong thời kỳ này, tài liệu duy nhất về sự nghiệp lúc đầu của Gordianus còn tồn tại được lưu trong Historia Augusta, dù nó không đưa ra được sự mô tả chính xác hoặc đáng tín cậy về câu chuyện cuộc đời ông trước khi lên ngôi hoàng đế vào năm 238. Theo nguồn tài liệu này cho biết Gordianus từng giữ chức quaestor dưới thời Elagabalus rồi làm praetor và chấp chính quan thời Hoàng đế Alexander Severus. Năm 237, Gordianus đã đi đến tỉnh Proconsularis thuộc châu Phi trong vai trò một legatus dưới sự chỉ huy của cha mình như một thống đốc kiêm tỉnh trưởng.

## Khởi binh xưng đế và cái chết

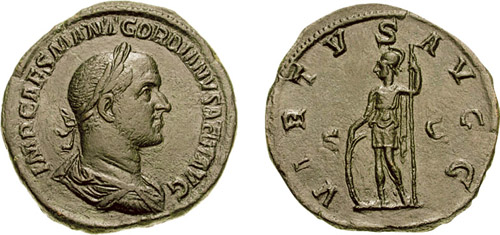
Hình của Gordianus II trên một đồng xu, để ca tụng sức mạnh quân sự của mình

Đầu năm 235, hoàng đế Alexander Severus và mẹ là Julia Avita Mamaea bị quân nổi loạn ám sát tại Moguntiacum thuộc vùng Hạ Germania. Người cầm đầu cuộc nổi loạn là Maximinus Thrax đã tự xưng đế bất chấp xuất thân thấp kém của ông và sự phản đối của Viện Nguyên lão La Mã. Phải đương đầu với đám đông dân chúng địa phương đã giết chết viên biện lý của Maximinus, cha của Gordianus bị buộc phải tham gia vào một cuộc nổi loạn quy mô lớn chống lại Maximinus vào năm 238 và trở thành Augustus vào này 22 tháng 3 cùng năm. Cũng do Gordianus I tuổi tác đã cao nên ông cùng đưa con mình là Gordianus II lên ngôi hoàng đế và tấn phong làm Augustus. Giống như cha mình, Gordianus II cũng được ban tên riêng Africanus.
Hai cha con họ còn được sự ủng hộ và công nhận bởi cả Viện Nguyên lão và hầu hết các tỉnh khác, phần lớn là do sự cai trị hà khắc gây mất lòng dân của Maximinus mà ra. Tuy nhiên đã có sự chống đối bắt đầu bùng phát từ tỉnh lân cận Numidia. Capelianus, thống đốc Numidia là người ủng hộ trung thành của Maximinus Thrax cùng những kẻ có mối ác cảm với Gordianus, đã nối lại liên minh của ông với vị hoàng đế cũ và dẫn quân xâm chiếm tỉnh châu Phi với chỉ duy nhất một đạo quân lê dương đóng trong khu vực là III Augusta cùng các đơn vị cựu binh khác. Gordianus II thống lĩnh một quân đội dân binh gồm các binh sĩ chưa qua huấn luyện nên chẳng mấy chốc đại bại trong trận Carthage còn mình thì tử trận. Gordianus hay được tin ấy và cũng vì quá đau lòng trước cái chết của con mình nên đã quyết định tự sát bằng cách treo cổ. Theo cuốn Historia Augusta thì thi thể của Gordianus II chẳng bao giờ được tìm thấy. Vì vậy mà cuộc nổi dậy đầu tiên chống lại Maximinus Thrax đã không thành công nhưng vào cuối năm 238, một người cháu của Gordianus II đã được quần thần và tướng sĩ toàn La Mã tôn làm hoàng đế lấy hiệu là Gordianus III.